# Toxotherium hunteri
Il tossoterio (Toxotherium hunteri) è un mammifero perissodattilo estinto, di incerta collocazione sistematica ma affine ai rinoceronti. Visse nell'Eocene superiore (circa 37 - 33 milioni di anni fa) e i suoi resti fossili sono stati ritrovati in Nordamerica.

## Descrizione
Questo animale è noto solo per frammenti di mascelle e mandibole con denti, ed è quindi impossibile ricostruirne fedelmente l'aspetto. Si suppone che Toxotherium fosse un animale dalle forme relativamente snelle, forse simile a Hyrachyus, e come quest'ultimo non fosse di dimensioni particolarmente notevoli (lunghezza di circa un metro). 
Toxotherium era caratterizzato da una dentatura particolare, comprendente una serie di premolari ridotti (mancava il primo premolare e il secondo non era permanente), con premolari e molari dalla corona alta (ipsodonti) e dotati di creste trasversali. Era presente un forte canino, mentre il terzo molare era dotato di un notevole parastilo. Sembra che Toxotherium possedesse un muso alto e corto, a giudicare dalla sinfisi mandibolare corta e dalla mandibola alta e robusta, a forma di cuneo. 

## Classificazione
Toxotherium hunteri venne descritto per la prima volta da Wood nel 1961, sulla base di resti fossili ritrovati in terreni dell'Eocene superiore del Saskatchewan. In seguito sono stati ritrovati fossili anche in Wyoming (descritti originariamente come Toxotherium woodi) e in Texas. 
Non è chiaro a quale gruppo di perissodattili appartenesse Toxotherium. Di certo era un ceratomorfo piuttosto arcaico, e alcuni lo hanno avvicinato alla famiglia degli aminodontidi, un gruppo di rinocerotoidi di forme pesanti e vagamente simili agli ippopotami. Se così fosse, Toxotherium sarebbe uno dei rappresentanti più basali della famiglia. Secondo altre classificazioni, Toxotherium potrebbe essere un membro dei lofiodontidi, un gruppo di perissodattili vagamente simili ai tapiri ma forse imparentati con i bizzarri calicoteri.